# IC 2266
IC 2266 је појединачна звијезда у сазвјежђу Рак која се налази на листи објеката дубоког неба у Индекс каталогу.
Деклинација објекта је + 18° 24' 39" а ректасцензија 8h 17m 38,4s.